# Das Mädchen von Fanö
Das Mädchen von Fanö ist ein deutscher Spielfilm, den die Bavaria Film 1940 produziert hat und der vom hauseigenen Verleih am 24. Januar 1941 in die Kinos gebracht wurde.
Der von Kurt Heuser nach Günther Weisenborns gleichnamigem Roman (1935) geschriebene und von Hans Schweikart inszenierte Film (Melodrama, Liebesfilm, Ehefilm) erzählt die Geschichte der jungen Dänin Pat, die sich leidenschaftlich in Ipke verliebt, einen nordfriesischen Fischer, der, wie sie erst später erfährt, verheiratet ist. Aus Enttäuschung darüber, dass sie Ipke nicht haben kann, heiratet sie seinen Teilhaber und Freund, den weniger einnehmenden Frerk. Die beiden Männer werden ihretwegen zu erbitterten Rivalen. Erst nachdem sie sich einen beinahe tödlichen Showdown liefern, erkennt Pat, dass Frerk der bessere der beiden ist.
Mit mehr als 12 Mio. Kinobesuchern belegte Das Mädchen von Fanö in der Reihe der erfolgreichsten Filme der Kinosaison 1940/1941 den Rang 13; von den Bavaria-Filmen war es in diesem Zeitraum – noch vor den Propagandafilmen Carl Peters und Feinde – der profitabelste.

## Handlung
Ort der Handlung ist zunächst die jütländische Insel Fanø, die Zeit die Gegenwart. Weil den alten Leuchtturmwärter Jens der Rheumatismus plagt, macht Dr. Sperling einen Hausbesuch. Der Arzt wird von seiner Krankenschwester Patricia, genannt Pat, begleitet. Der Leuchtturmwärter ist ihr Onkel und einziger Angehöriger. Pats Vater war Kapitän, die Eltern leben nicht mehr. Wohl aufgrund dieser Familiengeschichte ist Pat entschlossen, niemals einen Seemann zu heiraten: „Ich einen Seemann! Nie. Immer nur warten und warten, und dann nicht mal wissen, wo sein Grab ist.“
Am selben Abend gerät vor der Insel die Hooge 13, ein Fischkutter aus dem nordfriesischen Hooge, mit ihren zwei Mann Besatzung in schwere See. Die Besatzung, das sind Ipke und Frerk. Die beiden sind gute Freunde, aber schon auf den ersten Blick ungleich: Ipke ist schlank, gutaussehend und umgänglich, Frerk dagegen gedrungen, knorrig, finster und dem Trunke zugeneigt. Mit knapper Not überstehen sie in ihrem Boot den Sturm. Um folgenden Morgen wird ihre Notlage von Pat bemerkt, die ein Ruderboot hat und ihnen hilft, an Land zu kommen. Beide Männer verlieben sich in sie, doch ist es der sozial geschicktere Ipke, dem es gelingt, mit Pat ein Rendezvous zu arrangieren. Vergeblich erinnert der eifersüchtige Frerk den Freund daran, dass in Hooge jemand auf ihn wartet. Während Ipke sich mit Pat trifft, ertränkt Frerk seinen Kummer im Alkohol.

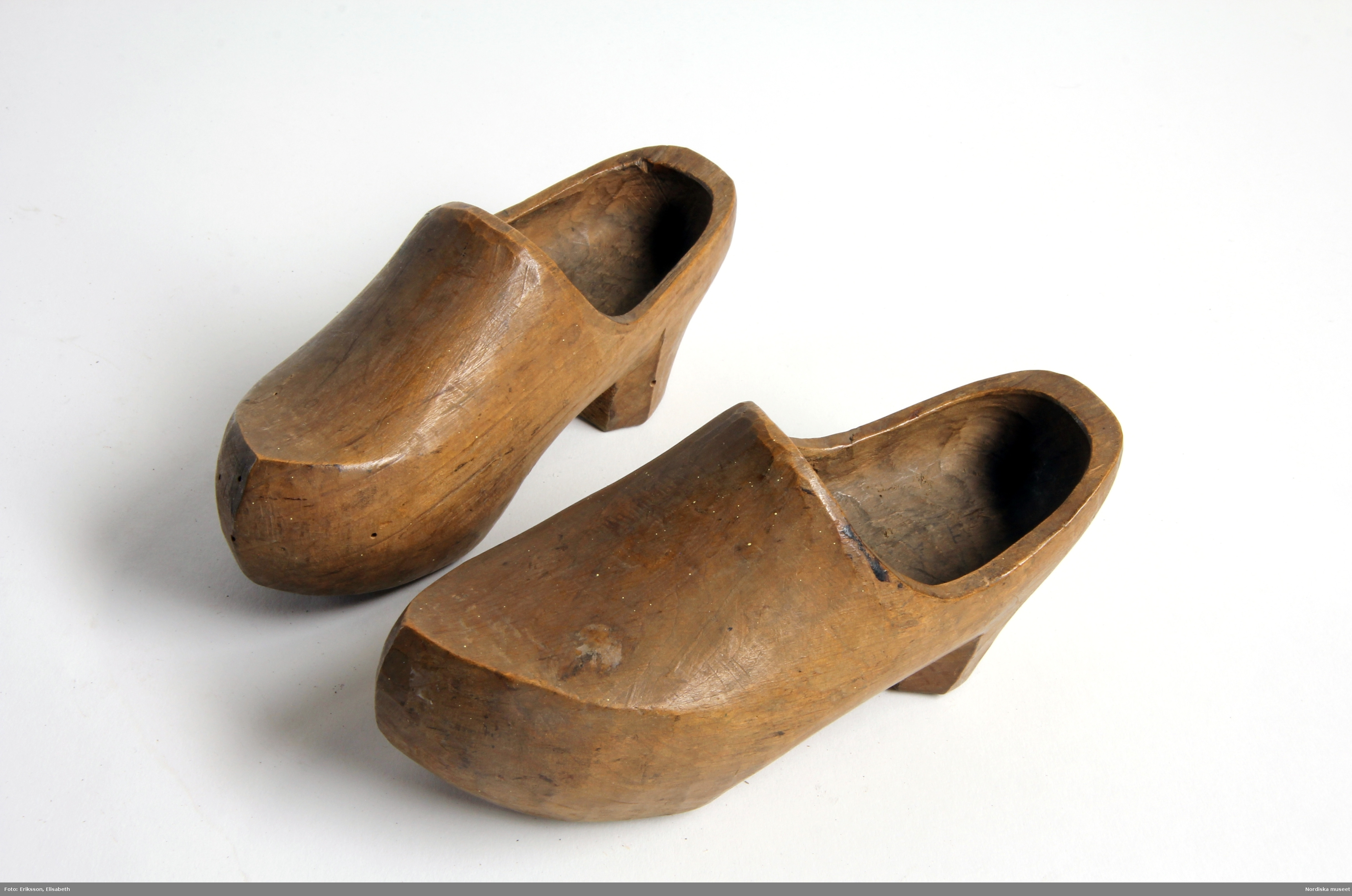
Ein im Sand gefundener Holzschuh ist das Symbol der Liebe zwischen Pat und Ipke.

Pat hat Ipkes Zuneigung von Anfang an erwidert. Während eines Strandspaziergangs entdecken sie im Sand einen einzelnen Holzschuh, der Pats Fantasie beflügelt: Sie erklärt Ipke, dass der Schuh aus Vineta angetrieben sei, der sagenhaften untergegangenen Stadt. Diese tauche alle 100 Jahre aus dem Wasser auf und könne dann erlöst werden. Ipke schlägt vor, dass Vineta dadurch erlöst werden könne, dass einer einen anderen sehr gern hat. Sie verbringen die Nacht zusammen. Am nächsten Morgen verspricht Ipke, bald wiederzukommen. Pat stellt fest: „Wer hätte das gedacht: Jetzt bin ich die heimliche Frau eines Seemanns.“ Sie weiß nicht, dass Ipke bereits gebunden ist, und rechnet damit, dass er sie bald heiraten wird.
Weil Ipke und Frerk im Sturm unterwegs waren und zwei Nächte in Fanø verbracht haben, befürchtet man in Hooge, dass ein Unglück geschehen ist. Am ärgsten sorgt sich Angens, Ipkes Frau, die für einen Abkömmling aus einer Fischerfamilie ungewöhnlich zart und fragil ist. Als Ipke wohlbehalten zurückkehrt, ist sie überglücklich. Sie überrascht ihren Mann mit der Neuigkeit, dass sie ihr erstes Kind erwartet. Als das Kind geboren ist, verspricht Ipke ihr, nie wieder wegzugehen.
Ipke und Frerk sind seit der Fahrt nach Fanø keine Freunde mehr und arbeiten auch nicht mehr zusammen. Da die Hooge 13 zur Hälfte Frerk gehört, zahlt Ipke ihn aus. Anstatt sich eine andere Arbeit zu suchen, gibt Frerk das Geld aber aus, um sich zu betrinken.
Pat gibt ihre Arbeit als Krankenschwester auf und verbringt ihre ganze Zeit auf dem Leuchtturm, wo sie auf Ipkes Rückkehr wartet. Schließlich reist sie nach Hooge, wo Ipke ihr gesteht, dass er Frau und Kind hat. Er ist überzeugt, dass Angens zugrunde ginge, wenn er sie verließe. Als Pat auf Hooge auch Frerk begegnet, verschweigt sie ihm, dass sie gerade mit Ipke gesprochen hat, und behauptet, sie sei gekommen, um ihn, Frerk, wiederzusehen. Frerk glaubt Pat nur halb, bietet ihr aber an, bei ihm zu bleiben. Da Pat auf keinen Fall in Hooge bleiben will, wo sie Ipke jeden Tag sehen würde, kommt sie mit Frerk überein, gemeinsam anderswohin zu gehen.
Parallel zur Geschichte von Pat und Frerk wird die von Ulerk Ohm erzählt, Angens’ Onkel, einem alten Fischer, der die Dorfgemeinschaft mit Zaubertricks und drolligen kleinen Kunststücken unterhält. Ulerk Ohm ist im Dorf beliebt, gilt aber auch als etwas sonderlich, denn er hat eine Erfindung gemacht: einen Fischmagneten, der den Fischfang revolutionieren soll. Als der Patentanwalt ihm erklärt, dass seine Sache ganz und gar aussichtslos sei, ist sein Lebenstraum zerstört; Ulerk Ohm erleidet einen Schlaganfall. Da dies in der Stadt geschieht, reist Angens an, um ihn zu pflegen. Außer den Unterlagen über seine Erfindung vertraut er ihr auch seine Ersparnisse an. Ipke soll nichts davon wissen.
Pat und Frerk heiraten und verlassen Hooge. Pat liebt Frerk nicht, ist aber voller Dankbarkeit dafür, dass er sich um sie kümmert. Da kommt Frerks alter Freund Hinnerk zu Besuch und berichtet, dass Ipke einen Unfall hatte, dem eine Blutvergiftung gefolgt ist. Es bestehe die Gefahr, dass er den Arm verlieren könnte. Pat ist gelernte Krankenschwester, und da Angens bei ihrem Onkel ist, reist Pat gegen Frerks Willen nach Hooge, um Ipke zu pflegen.
Ipkes Zustand erweist sich dann als weniger besorgniserregend, als es zunächst aussah, und während Pat Ipke pflegt, kommen sie sich erneut näher. In einem Schrank versteckt, entdeckt Pat den Holzschuh und erkennt, dass Ipke ihn aufbewahrt hat, weil er sie noch immer liebt. Gleichzeitig erkennt sie aber auch, dass sie in seinem Hause ein Eindringling ist, und zögert daher, sich ihm ein weiteres Mal hinzugeben. Ipke macht ihr das zum Vorwurf: „Du bist ja bloß feige.“ – „Wenn Rücksicht auf andere feige ist, du, dann will ich feige sein.“
Als Ulerk Ohm stirbt und Angens nach Hooge zurückkehrt, mietet Pat ein Zimmer beim Friseur Jasmund. Sowohl Ipke als auch Frerk versuchen sie dort zu sehen und stoßen dabei aufeinander. Frerk, der glaubt, dass Pat nur nach Hooge zurückgekehrt ist, um Ipkes Geliebte zu werden, fordert den Rivalen zu einem Zweikampf heraus. Im aufziehenden Sturm fahren sie mit der Hooge 13 aufs Meer hinaus, um sich dort einen erbitterten Ringkampf zu liefern. Als Ipke dabei ins Meer stürzt, rettet Frerk ihn jedoch.
Angens, die von der Auseinandersetzung der beiden Männer nichts weißt, beobachtet, wie vor der Küste ein großes Schiff Signalraketen abschießt, weil es in Seenot geraten ist. Die Fischer von Hooge fahren mit ihren Kuttern hinaus, um die Besatzung an Land zu holen. Auch Ipke und Frerk helfen. Als dabei der Schiffsjunge ins Meer fällt, springt Frerk hinterher, um ihn zu retten. Beide werden nicht mehr gesehen.
Als Ipke Pat anschließend mitteilt, dass Frerk ertrunken sei, hält sie ihn für den Schuldigen: „Doch, du hast ihn umgebracht. Und er ist besser als du. Und er ist besser als ich. Du glaubtest vielleicht, dass du ein Recht dazu hattest, weil ich meinen Mann nicht geliebt habe. Nein, ich habe ihn nicht geliebt! Du standest ja dazwischen. Aber ich hätte ihn lieben sollen.“
Am nächsten Tag bemerkt Pat an Bord des havarierten Schiffs Rauch. Dort müssen Überlebende sein! Sie alarmiert die Fischer, die erneut mit ihren Kuttern hinausfahren und fährt, an Bord der Hooge 13, selbst mit. Es stellt sich heraus, dass Frerk und der Schiffsjunge sich auf das Wrack haben retten können, und, um auf sich aufmerksam zu machen, das Risiko eingegangen sind, das Fahrzeug in Brand zu setzen. Gemeinsam holen Ipke und Pat die beiden Überlebenden aufs Deck der Hooge 13, und spätestens jetzt wird ganz klar, für welchen der beiden Männer Pat sich entschieden hat: „Frerk, du lebst!“ – „Ja, liegt dir denn was dran?“ – „Ich bin doch deine Frau.“

## Produktion und Uraufführung

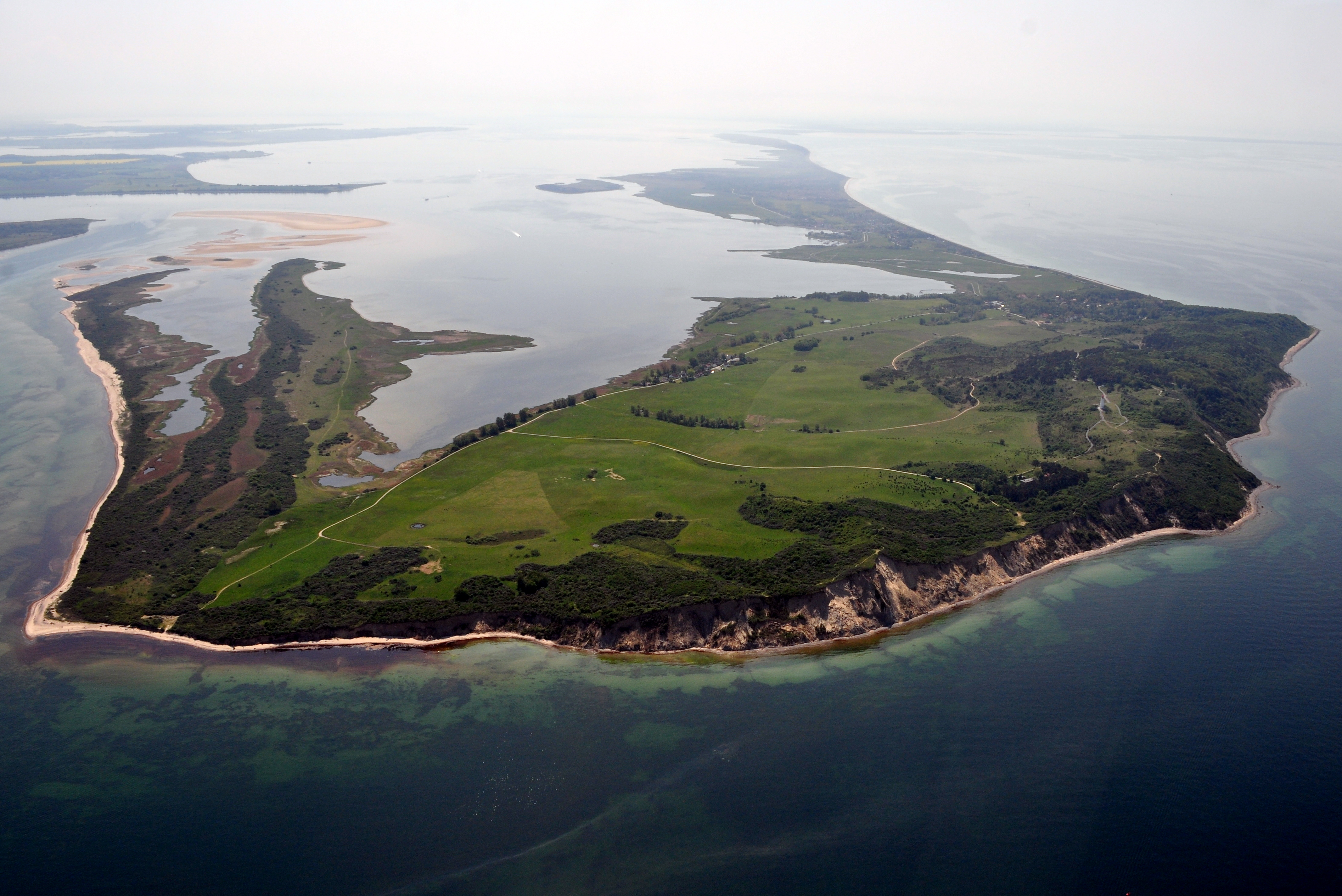
Die Aufnahmen in Küstenlandschaft wurden auf Hiddensee gemacht.

Für Curt Prickler, der den Film für die Bavaria produziert hat, waren die Jahre 1941 und 1942 außerordentlich erfolgreich; alle drei Filme, für deren Entstehung er in diesem Zeitraum verantwortlich war (Das Mädchen von Fanö, Kameraden und Geliebte Welt), haben den Kinos jeweils mindestens 9 Mio. Zuschauer beschert. Hans Schweikart, der vom Theater her kam, war einer von Pricklers bevorzugten Regisseuren; fünfmal haben Prickler und Schweikart zwischen 1938 und 1941 zusammengearbeitet, am erfolgreichsten bei dem bereits genannten Geschichtsfilm Kameraden; Das Mädchen von Fanö aber hat fast gleich viel Geld eingespielt. Regieassistenz wurde – was für die Filmindustrie der NS-Zeit ungewöhnlich war, von einer Frau geleistet: Auguste Barth. Barth hat niemals selbstständig Filmregie geführt, hatte in den 1950er Jahren jedoch eine kurze Karriere als Filmproduzentin.
Günther Weisenborn, von dem die Romanvorlage stammt, führte im nationalsozialistischen Deutschland bis zu seiner Verhaftung im Jahre 1942 ein kompliziertes Doppelleben; nach kurzer Emigration (die Nationalsozialisten hatten zuvor seine Bücher verboten) lebte er seit 1937 wieder in Deutschland, wo er einerseits dem Kulturbetrieb zuarbeitete, andererseits aber auch die Widerstandsorganisation Rote Kapelle unterstützte. Sein Roman Das Mädchen von Fanö war 1935 vom Berliner Verlag Gustav Kiepenheuer unbeanstandet auf den Markt gebracht worden.
Weitere Mitglieder des Produktionsstabs:
- Aufnahmeleiter: Willy Laschinsky, Walter Fabry, Willi Habantz
- Regieassistent: Auguste Barth
- Kameraassistent: Heinz Schnackertz
- Bauten: Ludwig Reiber, Rudolf Pfenninger
- Kostüme: Maria Pommer-Uhlig
- Ton: Carl Becker

Brigitte Horney war eine von Pricklers bevorzugten Schauspielerinnen, insgesamt vier Filme hat er mit ihr gemacht. Mit Horney und Schweikart hatte Prickler ein Jahr zuvor das Künstlerdrama Befreite Hände produziert. Die Jahre zwischen 1939 und 1942 waren in wirtschaftlicher Hinsicht der Höhepunkt von Horneys Karriere; keiner der Filme, in denen sie in diesem Zeitraum mitgewirkt hat, hatte weniger als 7 Mio. Zuschauer, wobei der Top-Seller ihrer Laufbahn, das Liebesdrama Illusion (1941) aber erst im unmittelbaren Anschluss an Das Mädchen von Fanö entstand. Ihr Leinwandpartner Joachim Gottschalk, der im November nach der Uraufführung des Films in den Freitod ging, hatte mit Horney häufiger zusammengespielt als mit irgendeiner anderen Leading Man: außer in Das Mädchen von Fanö auch in Du und ich (1938), Eine Frau wie Du und Aufruhr in Damaskus (beide 1939), wobei Das Mädchen von Fanö ihre kommerziell erfolgreichste Zusammenarbeit wurde.
Die Dreharbeiten begannen am 30. Juli 1940 und endeten am 28. September 1940. Die Innenaufnahmen erfolgten im Bavaria-Atelier München-Geiselgasteig, die Außenaufnahmen auf der Ostseeinsel Hiddensee und in der Ufastadt Babelsberg. Der Film ist in Schwarzweiß und 35 mm bei einem Seitenverhältnis von 1:1,33 produziert. Bei der Zensurvorlage am 30. Dezember 1940 (Jugendverbot, feiertagsfrei) lag eine Kopie von 2653 Meter bzw. 97 Minuten Länge vor. Den Erstverleih übernahm die Bavaria Filmkunst Verleih GmbH. Die Uraufführung erfolgte am 24. Januar 1941 in Berliner Kino Capitol.
Im Fernsehen wurde der Film zum ersten Mal am 5. Januar 1959 ausgestrahlt (DFF 1).